# Vincent Kympat
Vincent Kympat (ur. 17 grudnia 1946 w Mawsurong, zm. 30 lipca 2011 w Jowai) – indyjski duchowny katolicki, biskup Jowai w latach 2006-2011.

## Życiorys
Święcenia kapłańskie przyjął 23 stycznia 1977 i został inkardynowany do archidiecezji Shillong. Pracował głównie jako duszpasterz parafialny, był także m.in. dyrektorem domu formacyjnego dla katechetów w Marbisu, rektorem uczelni w Shillong oraz przełożonym centrum formacyjnego dla świeckich w tymże mieście.
28 stycznia 2006 papież Benedykt XVI mianował go biskupem nowo powstałej diecezji Jowai. Sakry biskupiej udzielił mu 2 kwietnia 2006 abp Pedro López Quintana, ówczesny nuncjusz apostolski w Indiach.
Zmarł w Jowai na atak serca 30 lipca 2011.